# Bansen Tanaka
Bansen Tanaka (田中 万川; 21. ožujka 1912. – prosinac 1988.), japanski majstor borilačkih vještina. Izravni je učenik Moriheija Ueshibe. Nositelj je 9. Dana u aikidu.

## Životopis
Bansen Tanaka je bio judoka kada je 1936. godine upoznao Moriheija Ueshibu. Želeći naučiti aikido, postavio je dojo u Osaki za Noriaki Inoue, Ueshibinog ranog učenika i nećaka. Slijedio je učenja Inouea i Ueshibe sve do 1939. godine kada je pozvan u rat. Njegovo znanje iz aikida osiguralo mu je poziciju tjelohranitelja u vojsci. Godinu dana nakon toga vratio se u Osaku i nastavio se baviti aikidom.
Morihei Ueshiba je 1951. kontaktirao Tanaku i predložio mu da izgradi vlastiti dojo u Osaki, što je Tanaka prihvatio. Nakon otvaranje dojoa u Osaki 1952. godine, Ueshiba je u tom dojou proveo nekoliko tjedana poučavajući aikido.
Bansen Tanaka je ostao glavni instruktor Osaka Aikikai dojoa sve do svoje smrti 1988. godine.

## Vanjske povezice
- Bansen Tanaka